# Afdaling

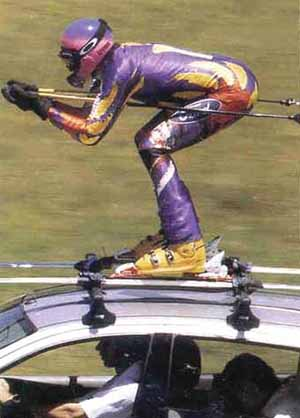
De afdalingshouding

De afdaling is het koningsnummer en tevens oudste onderdeel bij het alpine wedstrijdskiën.
De afdaling is de snelste van de snelheidsnummers van het alpine-skiën. Voor deze race maakt men een tracé waarin enkel snelheid en terreinkenmerken als de technische moeilijkheden optreden. De poorten staan ver uit elkaar, waardoor hoge snelheden gehaald kunnen worden. Bij sommige afdalingen worden snelheden van meer dan 130 km/h behaald.
De afdaling is gewoonlijk een koers in een enkele manche. Slechts bij wijze van uitzondering worden er ook afdalingen georganiseerd in twee manches, wanneer men enkel het minimale hoogteverschil kan gebruiken. Een afdaling duurt gewoonlijk - voor de snelste afdalers - tussen de 90 en de 130 seconden. Moeilijkheden tijdens de afdaling omvatten:
- de gebogen afdalingshouding die moet worden vastgehouden
- tegen de wind in skiën
- in evenwicht blijven
- de sprongen in het parcours

De afdaling wordt niet geskied door kinderen onder de 15 jaar.

## Karakteristieken

### Verticale hoogteverschil
Het verticale hoogteverschil kent enkele eisen. Zo moet het ten minste 500 meter bedragen, en maximaal respectievelijk 800 meter voor de dames en 1100 meter voor de heren.

### Poorten
Het aantal poorten tijdens de afdaling is niet vastgelegd. Wel zijn er regels opgesteld voor de dimensies van de poorten. 
- Een poort bestaat uit 4 palen en 2 vlaggen (van 75 cm breed)  en is enkel in rood zoals in het schema, uitzonderlijk en als de mannen en de vrouwen gelijktijdig hetzelfde tracé gebruiken, zijn de gemeenschappelijke poorten in het rood en de supplementaire poorten voor de mannen in het blauw.
- De poorten zijn minimaal 8 meter breed gemeten tussen de binnenste 2 van de 4 palen.

### Piste
De afdaling vereist een glooiend terrein, met verschillende steile en minder steile stukken. Bij het uitzetten van het tracé zal men ook sprongen in het tracé voorzien, indien mogelijk zal men gebruikmaken van een rol in het terrein. Het tracé is ongeveer 30 m breed hoewel daar plaatselijk mag van afgeweken worden. Indien nodig mogen de zijkanten van het tracé gemarkeerd worden met blauwe kleurstof.

### Veiligheidsvoorzieningen
- de randen van de piste moeten "zachte valzones" zijn of moeten uitgerust worden met dubbele of driedubbele vangnetten, die zodanig opgesteld zijn dat een racer in ongehinderde val opgevangen wordt en niet verder valt dan de netten, of er niet overheen kan schuiven.
- obstakels dienen goed afgebakend te zijn met dezelfde netten en eventueel beveiligd met stootkussens, stootkussens (gewoonlijk in stevige bache verpakte schuimrubber matrassen) dat mogen ook verpakte strobalen zijn (maar geen onverpakte)

### Uitvoering van de race
- De race moet gehouden worden in 1 manche (uitzonderlijk 2), en hetzelfde tracé moet gebruikt worden voor de training als voor de wedstrijd.
- Er gaan minimaal 2 trainingsdagen aan een wedstrijdprogramma vooraf, waarvan ten minste één verplichte trainingsdag voor de eigenlijke koers.
- Voor de trainingen moet het gehele tracé afgebakend zijn zoals de wedstrijd met een beveiligde aankomst zone. De officiële trainingen zijn verplicht, zowel voor de organisatoren als voor de deelnemers.
- De trekking van de rugnummers gebeurt voor de training, en de uitslag van de training bepaalt startvolgorde van de koers.

## Bekende afdalingen
Bekende afdalingen zijn de Hahnenkammafdaling in Kitzbühel te Oostenrijk, de Lauberhorn in Wengen, Zwitserland, de Kandahar in Garmisch-Partenkirchen (Duitsland), de Saslong in Gherdëina (Italië) en de afdaling van La Daille (le 'OK') en de 'Face de Bellevarde' Val d'Isère (Frankrijk). Dit zijn de vijf "klassiekers" in het afdalingscircuit.